# Paranthura linearis
Paranthura linearis är en kräftdjursart som först beskrevs av David R. Boone 1923.  Paranthura linearis ingår i släktet Paranthura och familjen Paranthuridae. Inga underarter finns listade i Catalogue of Life.